# Valamugil buchanani
Valamugil buchanani és una espècie de peix de la família dels mugílids i de l'ordre dels mugiliformes.

## Morfologia
- Els mascles poden assolir 100 cm de longitud total.[4]

## Reproducció
És ovípar i els ous són pelàgics.

## Alimentació
Menja algues (incloent-hi diatomees), detritus i crustacis.

## Hàbitat
És un peix de clima tropical i pelàgic-nerític.

## Distribució geogràfica
Es troba des de Sud-àfrica fins a les Filipines, Indonèsia, Micronèsia, Melanèsia, les Illes Mariannes i el sud del Japó.

## Observacions
És inofensiu per als humans.